# ديبورتيفو غاليسيا
كان نادي ديبورتيفو غاليسيا لكرة القدم (بالإسبانية: Deportivo Galicia Fútbol Club) (لاحقًا غاليسيا دي أراغوا (بالإسبانية: Galicia de Aragua)) ناديًا تقليديًا لكرة القدم من فنزويلا. كأن يقع مقره في كاراكاس، تم إنشاؤه في 19 سبتمبر 1960، وتم إنحلاله في 2002.
تأسس النادي في كاراكاس، وانتقل عندما تغير اسمه إلى غاليسيا دي أراغوا في عام 2002 إلى ماراكاي في ولاية أراغوا، حيث لعبوا مبارياتهم على أرضهم في ملعب جوزيبي أنتونيلي في ماراكاي. قام المدرب كارلوس ماريا رافيل من الأوروغواي بتدريب الفريق من اللونين الأزرق والأبيض التقليديين. ثم تم تغيراللونين الأصفر والأحمر في الولاية. وغير اسمه إلى غاليسيا دي أراغوا.
في نهاية موسم 2001-2002، هبط ديبورتيفو غاليسيا إلى دوري الدرجة الثانية الفنزويلي . في يناير 2002، وحل محله نادي أراغوا عندما انتقلوا إلى الملعب الأولمبي هيرمانوس غيرسي بايز.
كان ديبورتيفو غاليسيا قد جعل كاراكاس مدينة التدريب الرئيسية ، مما سمح للعديد من الشباب باللعب مع هذا الفريق، الذين يتطلعون إلى الظهور في الدوري. انتقل بعض اللاعبين الأقوياء الذين كانوا جزءًا من الفريق إلى نادٍ أكبر كلاعبين أو مدربين مثل: إيدسون تورتوليرو، وأليخاندرو كليمنتي، وبيدرو ديلجادو، وستالين ريفاس، وفرناندو كليمنتي، وبيدرو ميلان، وإنخيل ريفيو ، وهوجو سافاريزي، ورامون لوبيز.

## الألقاب
- الدوري الفنزويلي الممتاز: 4

عصر الهواة (0):
العصر الاحترافي (4): 1964، 1969، 1970، 1974
- دوري الدرجة الثانية الفنزويلي[الإنجليزية]: 3

1988، 1992، 2001
- Segunda División B Venezolana: 0

- Tercera División Venezolana: 1

2000
- بطولة الطامحين فنزويلا: 2

1999/00، 2004/05
- كأس سيمون بوليفار (فنزويلا)[الإنجليزية]: 1

1971
- كأس الأميرال بريون: 2

1980، 1982
- كأس فنزويلا: 5

1966، 1967، 1969، 1979، 1981
- كأس فنزويلا: 5

1966، 1967، 1969، 1979، 1981

## الأداء في مسابقات كونميبول
- كأس ليبرتادوريس: 9 مشاركات

| 1965: الدور الأول 1967: الدور الأول 1968: الدور الأول | 1970: الدور الأول 1971: الدور الأول 1975: الدور الأول | 1976: الدور الأول 1979: الدور الأول 1980: الدور الأول |

### المباريات
| الموسم | المسابقة         | الدور            | الدولة     | النادي                     | ديار    | خارج | المجموع       | النتيجة |
| ------ | ---------------- | ---------------- | ---------- | -------------------------- | ------- | ---- | ------------- | ------- |
| 1965   | كوبا ليبرتادوريس | المجموعة الثالثة | باراغواي   | نادي غواراني               | 1–2     | 1–2  | المركز الثالث | خرج     |
| 1965   | كوبا ليبرتادوريس | المجموعة الثالثة | الأوروغواي | بنيارول                    | W/O [أ] | 0–2  | المركز الثالث | خرج     |
| 1967   | كوبا ليبرتادوريس | المجموعة الأولى  | فنزويلا    | ديبورتيفو بيتاري           | 0–0     | 0–1  | المركز الرابع | خرج     |
| 1967   | كوبا ليبرتادوريس | المجموعة الأولى  | البرازيل   | نادي كروزيرو               | 0–1     | 1–3  | المركز الرابع | خرج     |
| 1967   | كوبا ليبرتادوريس | المجموعة الأولى  | بيرو       | سبورت بويز                 | 2–1     | 0–2  | المركز الرابع | خرج     |
| 1967   | كوبا ليبرتادوريس | المجموعة الأولى  | بيرو       | نادي يونيفرسيتاريو         | 2–0     | 0–2  | المركز الرابع | خرج     |
| 1968   | كوبا ليبرتادوريس | المجموعة الخامسة | فنزويلا    | نادي البرتغالية            | 2–0     | 0–1  | المركز الرابع | خرج     |
| 1968   | كوبا ليبرتادوريس | المجموعة الخامسة | البرازيل   | نادي ناوتيكو               | 2–1     | 0–1  | المركز الرابع | خرج     |
| 1968   | كوبا ليبرتادوريس | المجموعة الخامسة | البرازيل   | نادي بالميراس              | 1–2     | 0–2  | المركز الرابع | خرج     |
| 1970   | كوبا ليبرتادوريس | المجموعة الثانية | فنزويلا    | جران فالنسيا ماراكاي       | 0–2     | 3–1  | المركز الرابع | خرج     |
| 1970   | كوبا ليبرتادوريس | المجموعة الثانية | الأوروغواي | بنيارول                    | 0–1     | 1–4  | المركز الرابع | خرج     |
| 1970   | كوبا ليبرتادوريس | المجموعة الثانية | الأوروغواي | ناسيونال مونتيفيديو        | 0–4     | 0–2  | المركز الرابع | خرج     |
| 1971   | كوبا ليبرتادوريس | المجموعة الثالثة | فنزويلا    | ديبورتيفو بيتاري           | 3–3     | 2–3  | المركز الرابع | خرج     |
| 1971   | كوبا ليبرتادوريس | المجموعة الثالثة | البرازيل   | نادي بالميراس              | 2–3     | 0–3  | المركز الرابع | خرج     |
| 1971   | كوبا ليبرتادوريس | المجموعة الثالثة | البرازيل   | نادي فلومينينسي            | 1–3     | 1–4  | المركز الرابع | خرج     |
| 1975   | كوبا ليبرتادوريس | المجموعة الرابعة | فنزويلا    | نادي بورتوغيزا             | 0–0     | 1–1  | المركز الثالث | خرج     |
| 1975   | كوبا ليبرتادوريس | المجموعة الرابعة | الإكوادور  | إل. دي. يو. كيتو           | 2–4     | 0–1  | المركز الثالث | خرج     |
| 1975   | كوبا ليبرتادوريس | المجموعة الرابعة | الإكوادور  | نادي ديبورتيفو إل ناسيونال | 4–0     | 0–0  | المركز الثالث | خرج     |
| 1976   | كوبا ليبرتادوريس | المجموعة الأولى  | فنزويلا    | نادي بورتوغيزا             | 1–2     | 1–3  | المركز الرابع | خرج     |
| 1976   | كوبا ليبرتادوريس | المجموعة الأولى  | الأرجنتين  | ريفر بليت                  | 0–1     | 1–4  | المركز الرابع | خرج     |
| 1976   | كوبا ليبرتادوريس | المجموعة الأولى  | الأرجنتين  | إستوديانتيس دي لا بلاتا    | 0–1     | 1–3  | المركز الرابع | خرج     |
| 1979   | كوبا ليبرتادوريس | المجموعة الرابعة | فنزويلا    | نادي بورتوغيزا             | 1–1     | 1–1  | المركز الرابع | خرج     |
| 1979   | كوبا ليبرتادوريس | المجموعة الرابعة | تشيلي      | نادي بالستينو              | 1–1     | 0–5  | المركز الرابع | خرج     |
| 1979   | كوبا ليبرتادوريس | المجموعة الرابعة | تشيلي      | نادي أوهيجينس              | 0–1     | 0–6  | المركز الرابع | خرج     |
| 1980   | كوبا ليبرتادوريس | المجموعة الثالثة | فنزويلا    | ديبورتيفو تاشيرا           | 1–0     | 1–0  | المركز الثالث | خرج     |
| 1980   | كوبا ليبرتادوريس | المجموعة الثالثة | البرازيل   | نادي إنترناسيونال          | 2–1     | 0–2  | المركز الثالث | خرج     |
| 1980   | كوبا ليبرتادوريس | المجموعة الثالثة | البرازيل   | نادي فاسكو دا غاما         | 0–0     | 0–4  | المركز الثالث | خرج     |